# Kierberger Bahnhofspark

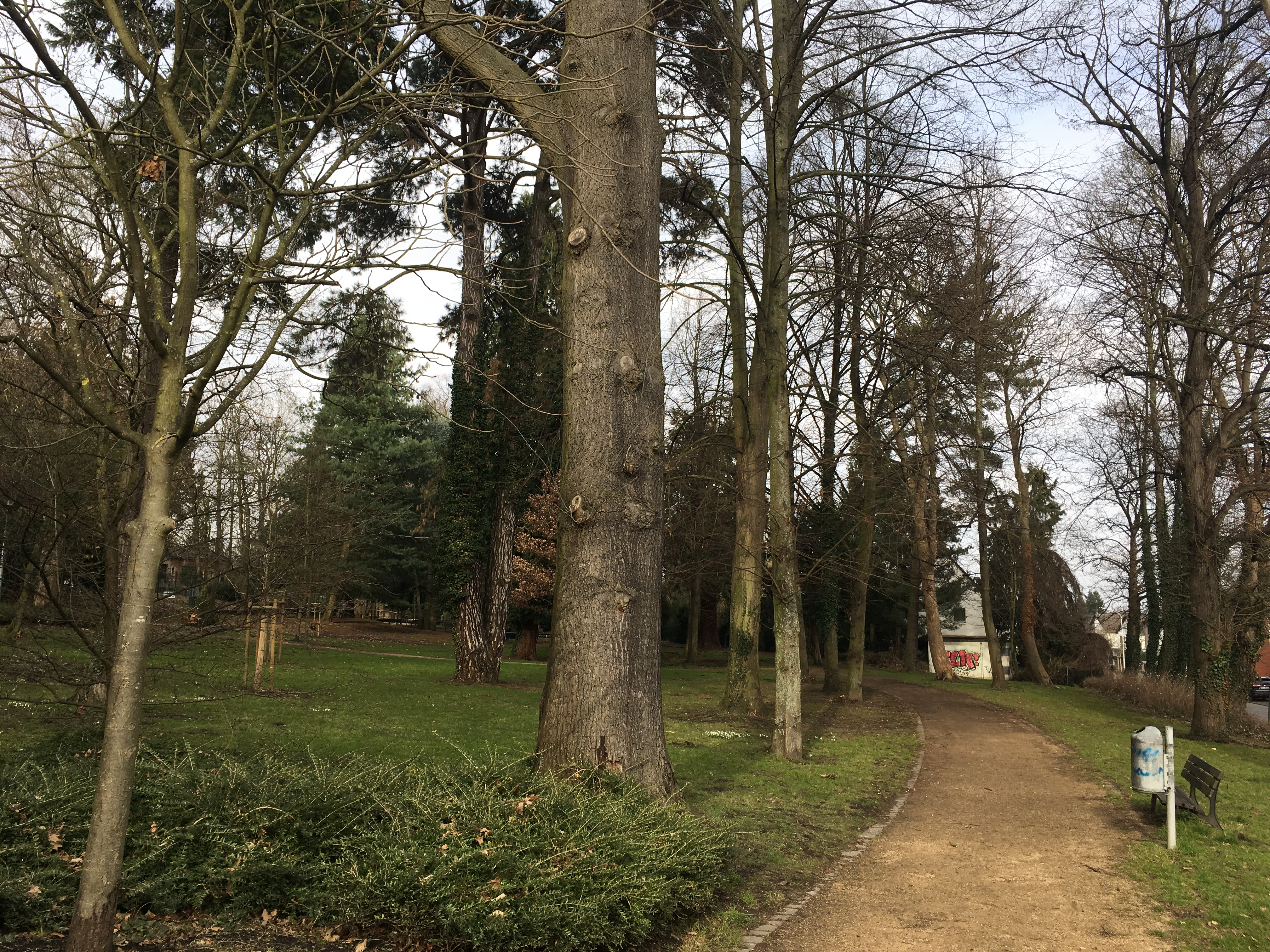
Kierberger Bahnhofspark

Der Kierberger Bahnhofspark ist eine Grünanlage in Kierberg, einem Ortsteil der Stadt Brühl im Rhein-Erft-Kreis in Nordrhein-Westfalen.

## Lage
Der Park liegt südlich des Dorfzentrums und dort südlich des Bahnhofs Kierberg. Er wird im Nordwesten durch die Bahnstrecke Hürth-Kalscheuren–Ehrang und südlich durch Wohnbebauung begrenzt, die entlang der Schulstraße errichtet wurde. Dies ist auch die südöstliche Begrenzung, die als Kierberger Straße in nordöstlicher Richtung zum Ortsteil Vochem führt. Diese ist auch gleichzeitig die Zufahrt zum Bahnhof und durchquert den Park in seinem südlichen Teil.

## Geschichte
Ende der 1870er Jahre ließ Kaiser Wilhelm I. den Kaiserbahnhof errichten, um von dort aus über die südöstlich verlaufende Kaiserstraße das Brühler Schloss zu erreichen. Neben einem repräsentativen Empfangsgebäude legte der Brühler Gärtnermeister Stephan Schäfer in den Jahren 1874 bis 1877 einen umliegenden Park an. Das zentrale Gestaltungselement war dabei die Verlängerung der Kaiserstraße in den Park hinein, die zur Zeit ihrer Entstehung bogenförmig unmittelbar vor der Freitreppe des Empfangsgebäudes endete. Schäfer ließ neben mehreren Springbrunnen zahlreiche Bäume anpflanzen und weitläufige Wege anlegen. Der Park entwickelte in der Folge zu einem beliebten Ausflugsziel der bürgerlichen Gesellschaft. 1998 wurde das Gelände auf Initiative der Dorfgemeinschaft Kierberg saniert und der Baumbestand seither umfassend gepflegt.

## Ausstattung

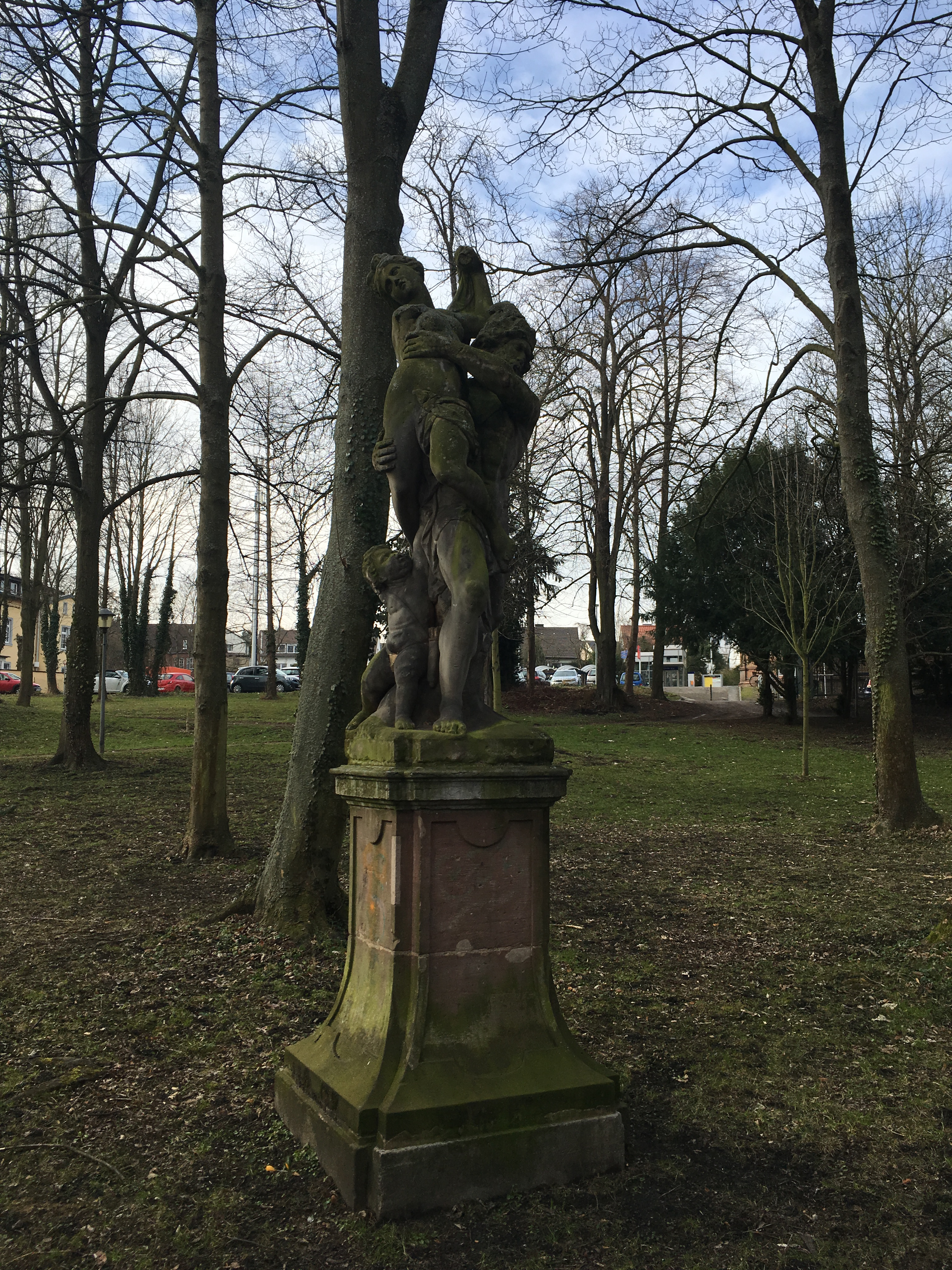
Skulptur mit dem Raub der Persephone

Schäfer pflanzte neben heimischen Bäumen wie Linden, Ahorne und Kastanien auch fremdländische Gewächse an, darunter Magnolien, Eichen aus Ungarn, Sumpfzypressen sowie einen Mammutbaum und einen Ginkgo.
An der Auffahrt zum Bahnhof befindet sich ein Findling mit der Aufschrift „Dorfgemeinschaft / Kierberg 1958–1998“. Einen weiteren Findling stellte die Dorfgemeinschaft im Südwesten auf. Er erinnert mit den Worten „Wir gedenken / der Opfer / beider Weltkriege“ an die Opfer aus dem Ersten und Zweiten Weltkrieg. Nordöstlich dieser Gedenkstätte steht eine Plastik eines unbekannten Künstlers. Sie stammt aus der Zeit um 1900 und zeigt den Raub der Persephone. Experten vermuten, dass sie für eine Pariser Weltausstellung entstand. Auf dem Transport von Berlin nach Frankreich soll es in Köln zu einem Zusammenstoß zweier Dampflokomotiven gekommen sein, bei dem die Plastik beschädigt wurde. Für die Weltausstellung unbrauchbar geworden, brachte der damalige Bahnhofsvorsteher die Plastik zunächst in ein Nebengebäude des Kierberger Bahnhofs, bevor sie um 1910 im hinteren Bereich des Parks aufgestellt wurde. Sie entwickelte sich zu einem Anziehungspunkt junger Pärchen. In der Zeit des Nationalsozialismus platzierten Handwerker die Statue vor ein Hochkreuz im Schlosspark; damit wollten die Nazis die Prozessionen der christlichen Kirchengemeinden stören. Nach einer gemeinsamen Initiative der KG Löstige Kierberger sowie eines Mitarbeiters der Stadt wurde die Plastik 1976 wieder im Park aufgestellt. Sie wird von den Einwohnern lediglich „Der bläcke Mann“ (der nackte Mann) genannt.
Südlich der Freitreppe legten Gärtner einen Spielplatz mit Federwippgeräten, mehreren Rutschen, einem Sandkasten sowie einer Schaukel an.